# Sita Sings the Blues
Sita Sings the Blues és una pel·lícula d'animació del 2008 escrita, dirigida, produïda i animada completament per l'artista nord-americana Nina Paley (amb l'excepció d'alguna animació de lluita per Jake Friedman en l'escena de la "Batalla de Lanka"). La pel·lícula va ser feta principalment usant computació gràfica 2D i animació Flash.
S'hi barregen esdeveniments del Ramayana, una discussió, alegre però coneixedora del fons històric, per un trio de titelles d'ombra hindús, interludis musicals vocalitzats amb pistes d'Annette Hanshaw i escenes de la pròpia vida de l'artista.
La pel·lícula va ser alliberada al domini públic per l'artista.

## La trama
La pel·lícula es desenvolupa en dos mons simultàniament. D'una banda explica la història de Sita al Ramayana, i d'altra explica la història de l'autora, Nina Paley, en un moment crític de la seua vida. Les dos històries estan barrejades en la pel·lícula.

### El Ramayana
La pel·lícula utilitza una adaptació minimalista de la llegenda, que conserva molts dels detalls més fins, mentre que adopta una perspectiva comprensiva cap a Sita; la directora va definir la pel·lícula com "un conte de veritat, justícia i el crit d'una dona per la igualtat de tracte".